# Psilaspilates butyrosa
Psilaspilates butyrosa är en fjärilsart som beskrevs av Butler 1882. Psilaspilates butyrosa ingår i släktet Psilaspilates och familjen mätare. Inga underarter finns listade.